# Арда Туран
Арда Туран (Истанбул, 30. јануар 1987) је турски фудбалер и репрезентативац. Тренутно игра за турског прволигаша Галатасарај. Игра на позицији везног играча.
Арда је рангиран на 38. место од 100 најбољих фудбалера на свету по Гардијану 2014. 25. новембра 2014. године био је номинован за УЕФА тим године, међу 40 других играча.

## Репрезентативна каријера
У репрезентацији је дебитивао 2006. године. На Европском првенству 2008. постигао је 2 одлучујућа поготка за Турску и тако јој осигурао пролаз у четвртфинале.

## Највећи успеси

### Галатасарај
- Првенство Турске (1) : 2007/08.
- Куп Турске (1) : 2004/05.
- Суперкуп Турске (1) : 2008.

### Атлетико Мадрид
- Првенство Шпаније (1) : 2013/14.
- Куп Шпаније (1) : 2012/13.
- Суперкуп Шпаније (1) : 2014.
- Лига шампиона : финале 2013/14.
- Лига Европе (1) : 2011/12.
- Суперкуп Европе (1) : 2012.

### Барселона
- Првенство Шпаније (1) : 2015/16.
- Куп Шпаније (2) : 2015/16, 2016/17.
- Суперкуп Шпаније (1) : 2016.